# RIM-66 Standard
Il missile Standard SM-1 è stato il successore della serie di missili anitiaerei T, Tartar, Talos e Terrier. La tecnologia elettronica degli anni sessanta rese possibile aumentare la potenza e il propellente per ottenere migliori prestazioni e affidabilità con gittate variabili tra i 46-74 km per le versioni SM-1.
Lo Standard SM-2 è a sua volta il successore, a partire dai primi anni ottanta, della serie SM-1, anche se per molti anni non ha avuto export al di fuori degli Stati Uniti. Conserva il sistema di guida radar semiattiva, ma è anche caratterizzato dalla capacità di autopilotarsi fino in prossimità del bersaglio, controllato da comandi radio, attivando il cercatore radar solo alla fine, e consentendo una maggiore economia energetica (traiettoria più pulita). Ciò permette di ingaggiare in rapida sequenza, anche se non simultaneamente, parecchi bersagli per ciascun radar di tiro. La gittata si aggira intorno a 74-170 km. Gli ultimi modelli hanno anche capacità antimissili balistici. 
La Marina Militare Italiana aveva montato il missile RIM-66 sui cacciatorpediniere lanciamissili della classe Durand de la Penne nella versione SM-1 Medium Range.

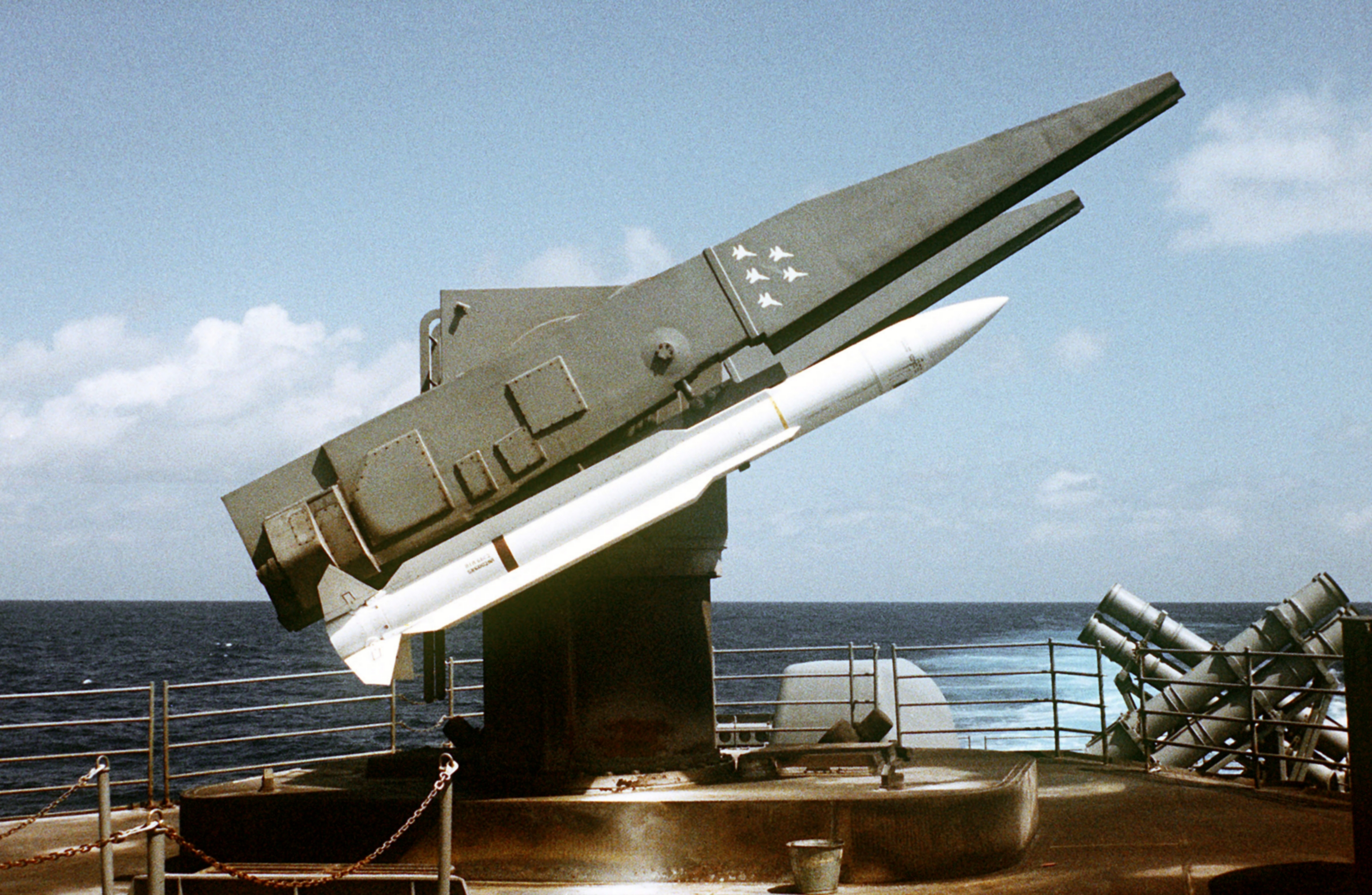
Un missile Standard SM-2 montato sulla rampa di un lanciatore binato.

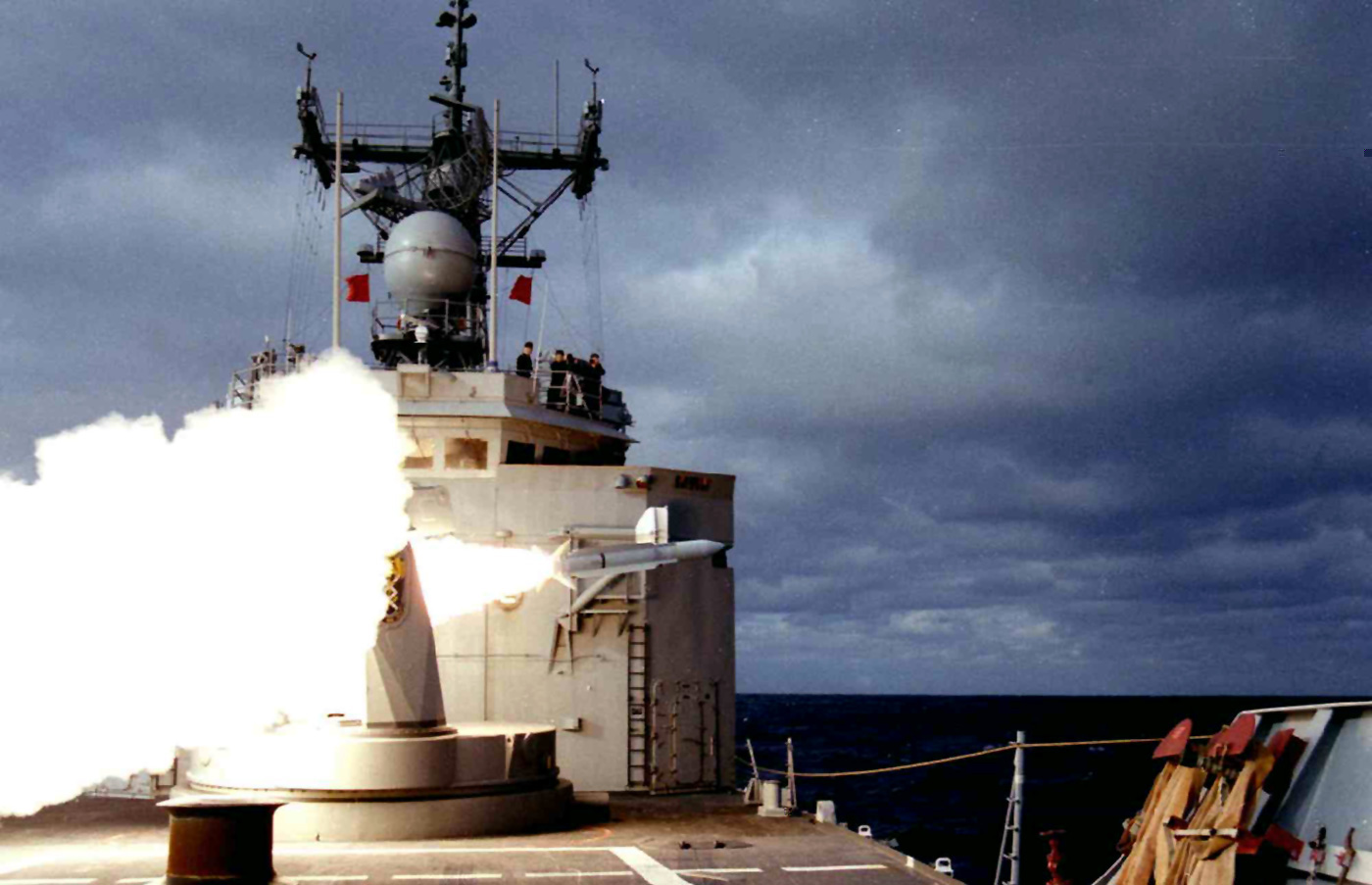
Lancio da una fregata classe Perry.

## Descrizione delle versioni
Lo Standard Missile fu un programma molto ampio iniziato nel 1963 per produrre una famiglia di missili guidati imbarcati capaci di sostituire tutti i modelli esistenti a quel tempo. Si trattava in particolare dei missili Terrier, Talos e Tartar. L'intenzione era quella di produrre dei missili compatibili con i sistemi già esistenti, in modo da poterli facilmente sostituire.
Una caratteristica peculiare del missile è rappresentata dal suo sistema di guida del tipo SARH (Semi-Active Radar Homing), ovvero la guida radar semiattiva, che consiste in un sistema nel quale il bersaglio viene costantemente illuminato dal radar della nave che ha lanciato il missile, e quest'ultimo segue semplicemente il segnale riflesso dal bersaglio.

### Standard Missile 1 (SM-1)
Il RIM-66A è la versione a medio raggio, e fu inizialmente sviluppata per sostituire il missile RIM-24C Tartar nel sistema di guida Mk 74.  Esso fu perciò realizzato utilizzando lo stesso corpo del missile Tartar, ma con le componenti interne completamente rinnovate. I missili RIM-66A/B sembravano uguali ai precedenti RIM-24C, ma le apparecchiature elettroniche, il sistema di guida, e la spoletta erano diverse.

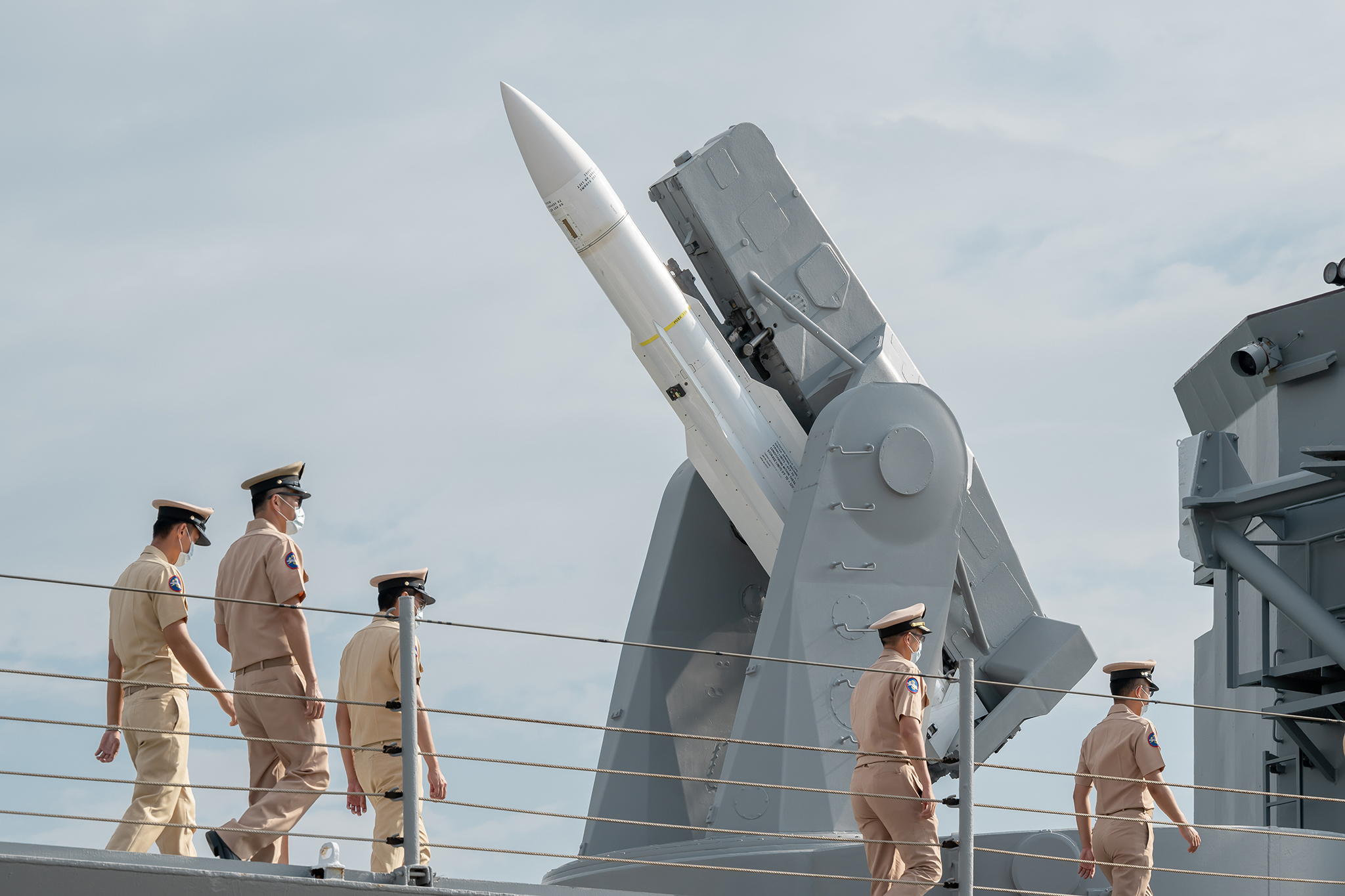
Il missile SM-1 montato su un lanciatore con rampa singola.

### Standard Missile 2 (SM-2)
Il RIM-66C/D Standard MR (SM-2MR Block I) è uno sviluppo completamente nuovo progettato e realizzato negli anni '70, e divenuto operativo negli anni '80. L'SM-2 introduce, accanto al già esistente sistema di guida radar semiattiva, anche un sistema di guida inerziale e comandi per il volo intermedio, che ne migliorano il rendimento e le prestazioni. Questo missile è stata la prima arma utilizzata dal sistema Aegis. Nella fase finale di intercettazione utilizza ancora il sistema di guida semi-attiva, e necessita che il bersaglio sia illuminato dal radar della nave che lo ha lanciato. Tuttavia le diverse versioni hanno combinato la guida radar semiattiva ad altri sistemi, come la guida inerziale (SM-2MR Block IIIA), la guida a infrarossi nelle fase terminale (SM-2MR Block IIIB), e i comandi radio per il volo intermedio. Ciò ha reso il missile SM-2 molto più complesso, ma anche più efficace.

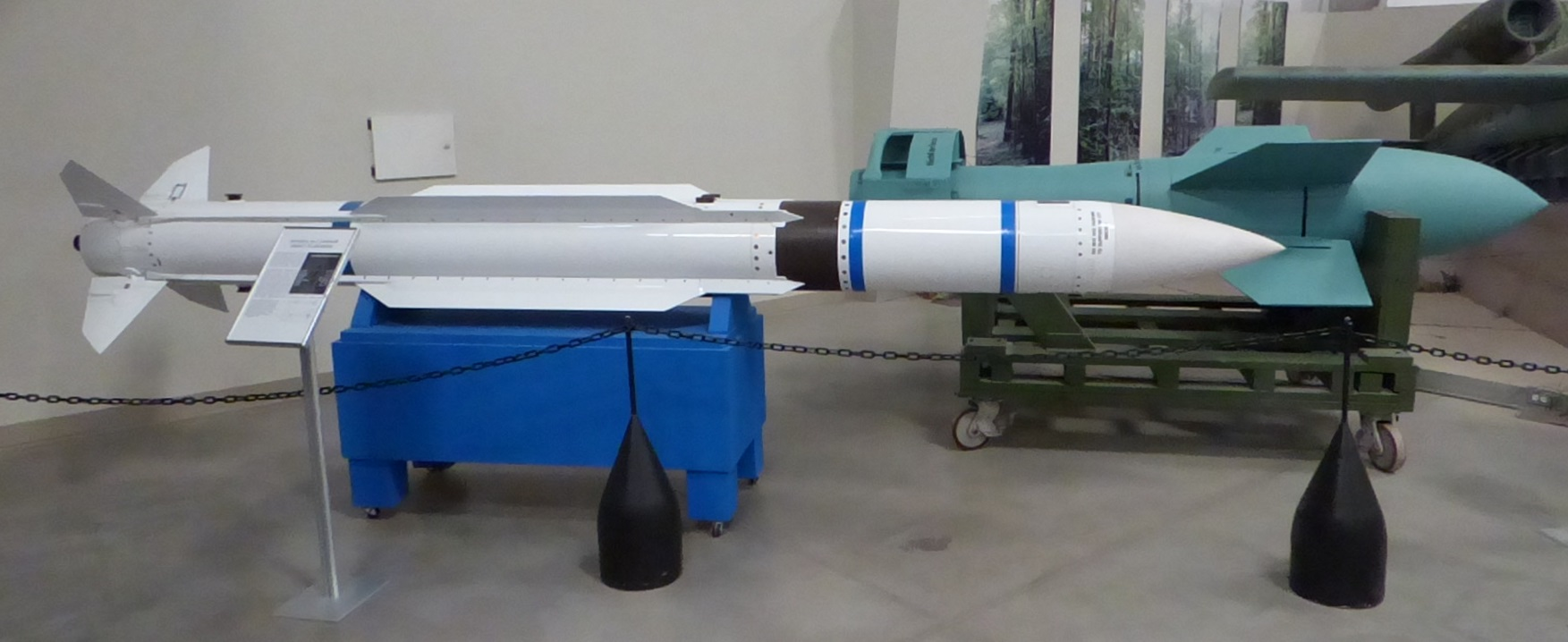
Vista laterale di un missile Standard SM-2.

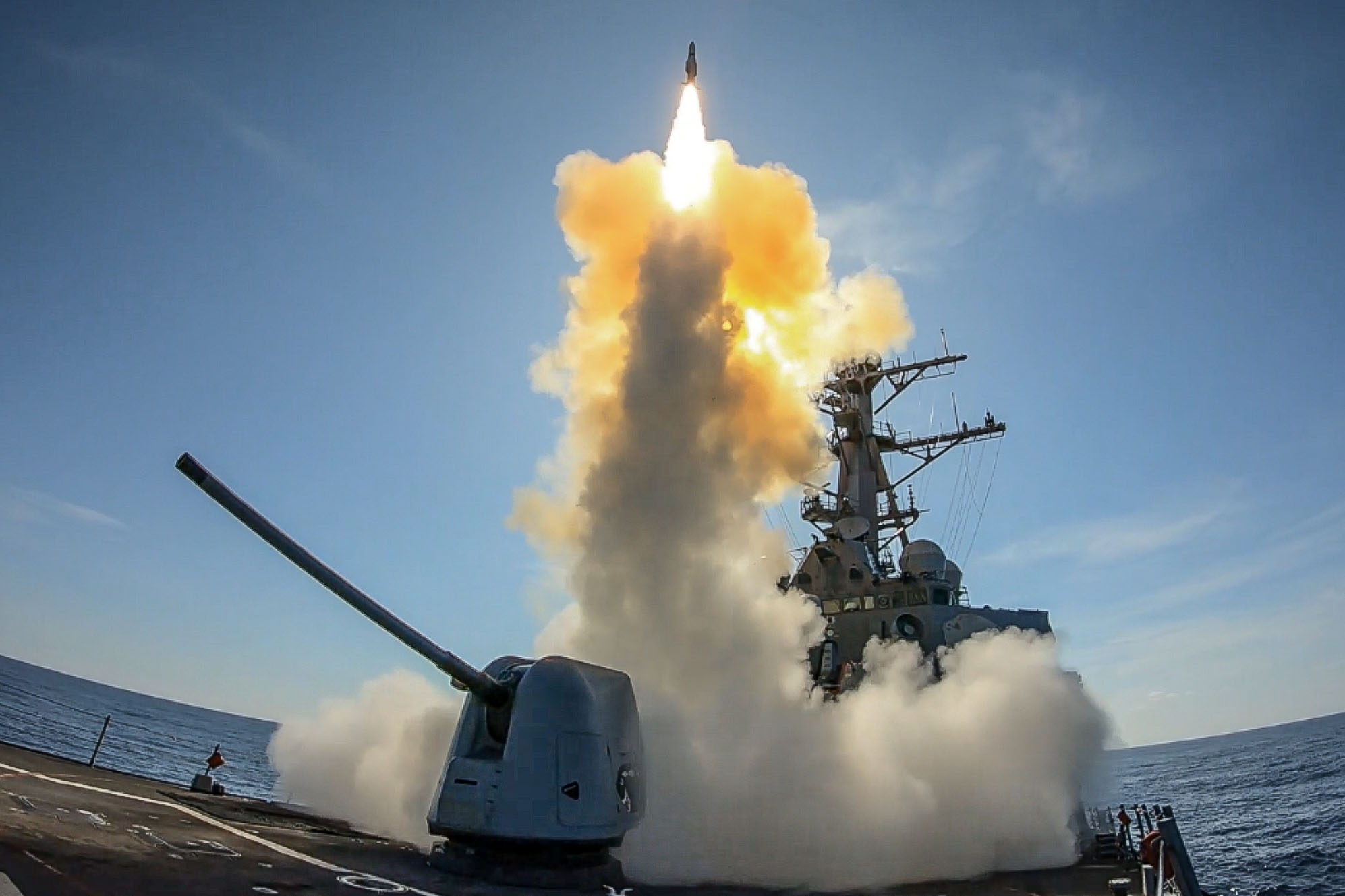
La partenza di un SM-2 da un lanciatore verticale (VLS).

## Capacità antinave
Anche se il ruolo principale degli SM-1/SM-2 consiste nella difesa aerea, è bene ricordare comunque che questi missili hanno anche capacità dual-purpose, e possono essere impiegati come missili antinave supersonici. Questa capacità viene definita come secondaria, tuttavia il vantaggio di disporre di un missile antinave supersonico non è trascurabile, perché può permettere di saturare e mettere in crisi le difese della flotta avversaria, attuando attacchi multipli, e magari usando armi con caratteristiche diverse. Inoltre può supplire a una carenza di missili antinave, se esauriti nel corso del combattimento.